# Le Mystère du cadran lunaire
Le Mystère du cadran lunaire (Moondial) est une mini-série britannique en six parties de 28 minutes écrite par Helen Cresswell, d'après son propre roman,,,, et diffusée du 10 février au 16 mars 1988 sur BBC1. 
En France, la série a été diffusée à partir du 28 décembre 1988 dans l'émission Cerise surprise sur Antenne 2. Rediffusion dans Éric et toi et moi sur Antenne 2. Et au Québec à partir du 7 septembre 1991 sur Canal Famille.

## Synopsis
Sa mère ayant été blessée dans un accident de voiture, Minty, une jeune collégienne, est envoyée en vacances à la campagne chez sa tante Mary. 
Malheureusement, la jeune fille, très solitaire, est vite délaissée par les autres enfants du village. Désœuvrée, elle décide donc de partir explorer les alentours du superbe manoir situé non loin de chez sa tante. C'est là qu'elle fait la connaissance de Mr World, un vieux monsieur, gardien des lieux. Bourru mais attachant, il laisse Minty se promener à loisir dans les jardins, où se trouve un étrange cadran lunaire. Irrésistiblement attirée par l'objet, elle découvre qu'il lui permet de voyager dans le temps.
Lors de diverses incursions dans le passé, la jeune fille rencontre deux enfants vivant dans le manoir à des époques différentes : tout d'abord, Tom, un jeune garçon de cuisine maltraité, à l'époque victorienne, puis Sarah, une petite fille prisonnière de la terrible Miss Vole, au « siècle précédent ». 
Minty réalise qu'elle doit sauver ses deux nouveaux amis de leurs vies malheureuses. Mais elle est traquée par Miss Raven, la nouvelle et mystérieuse pensionnaire de sa tante. Qui est-elle et que sait-elle exactement ? Pourquoi essaye-t-elle d'empêcher Minty de retourner au manoir ? Et surtout, quel est son lien avec Miss Vole, à qui elle ressemble trait pour trait ?

## Distribution
- Siri Neal (en) : Minty Cane
- Tony Sands : Tom
- Helena Avellano : Sarah
- Arthur Hewlett (en) : Mr World
- Jacqueline Pearce (en) : Miss Raven / Miss Vole
- Valerie Lush (en) : Tante Mary
- Joanna Dunham (en) : Kate Cane, la mère de Minty

### Commentaires
C'est la série nostalgique préférée des adeptes des fictions pour enfants de la BBC des années 80. Moondial emploie de vastes lieux de tournage (dans les jardins de Belton House dans le Lincolnshire) et de l'imagerie fantastique, et onirique.

### VHS et DVD
La série, est sortie en VHS en 1990 et rééditée en 1995, sous la forme d'un film et dans une version raccourcie. La même version est sortie en DVD en 2000, mais a depuis supprimé à la vente. La version complète des épisodes en sortie en 2009 chez Reader's Digest et plus tard re-éditée en DVD par Second Sight en mai 2015.